# 毛澂
毛澂（？—？），四川省資州直隸州仁壽縣人，清朝政治人物、同進士出身。
光緒六年（1880年），参加庚辰科殿試，登進士三甲第19名。同年五月，改翰林院庶吉士。光緒九年四月，散館，著以知县即用。